# Boronia subulifolia
Boronia subulifolia är en vinruteväxtart som beskrevs av Edwin Cheel. Boronia subulifolia ingår i släktet Boronia och familjen vinruteväxter. Inga underarter finns listade i Catalogue of Life.